# Monastère de Lluc

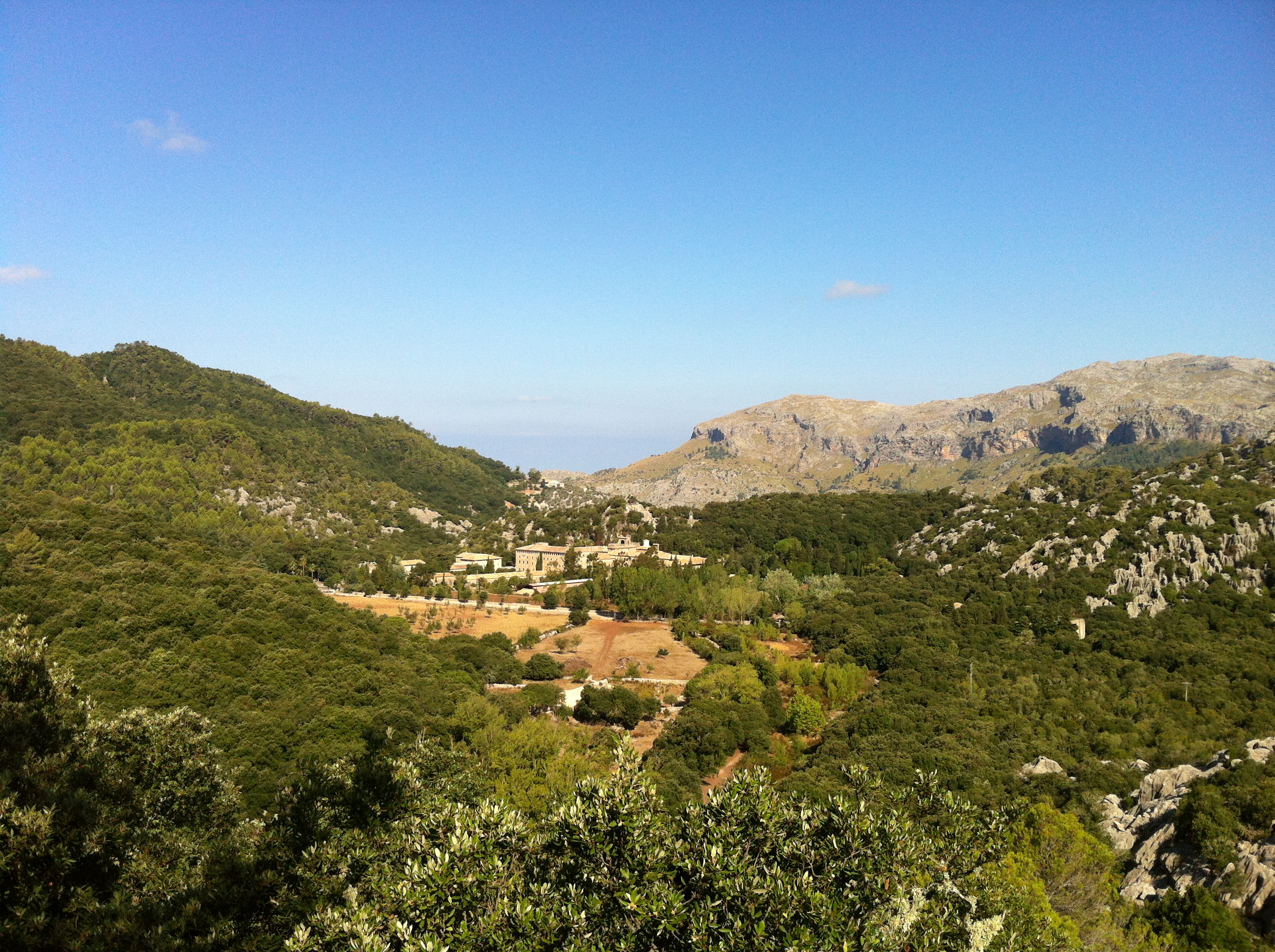
Monastère et sanctuaire de Lluc, à Majorque, vu du refuge de Son Amer.

Le monastère de Lluc ou sanctuaire de Lluc ("santuari de Lluc", en catalan, Lluch, en ancienne orthographie catalane et en espagnol) est le centre spirituel, religieux et identitaire de l'île de Majorque. C'est un monastère hospitalier de l'ordre de Saint-Jean de Jérusalem, un ancien monastère de l'ordre du Temple.
C'est également un lieu central dans l'activité de randonnées de moyenne montagne de cette île des Baléares.

## Entre histoire et légende

### Préhistoire et Antiquité
Le lieu est occupé dès la Préhistoire, comme en témoigne la grotte toute proche de Cometa del Morts. Il est naturellement protégé, au fond d'une vallée débouchant sur les falaises de la côte nord de l'île de Majorque. Le bois, le gibier et l'eau douce y sont abondants.
L'appellation latine "Lucus", usitée par les romains et qui forme la racine latine de Lluc, suggère le "bois sacré", l'idée d'un lieu qui abritait probablement un temple païen au milieu d'une vaste forêt de yeuses, chênes verts répandus dans cette région, encore présents de nos jours.
À Rome, "Lucus" était effectivement un bois sacré, situé entre le Tibre et la via Salaria, fêté le 18 juillet par les "lucaries", jours d'offrandes en argent.
Il n'y a guère d'information sur le site durant l'époque romaine puis paléochrétienne. L'abondance d'eau de qualité laisse croire à l'établissement d'une ferme.
La ferme locale serait restée "Al Luc" durant la présence arabe, de 903 à 1229.

### Moyen Âge

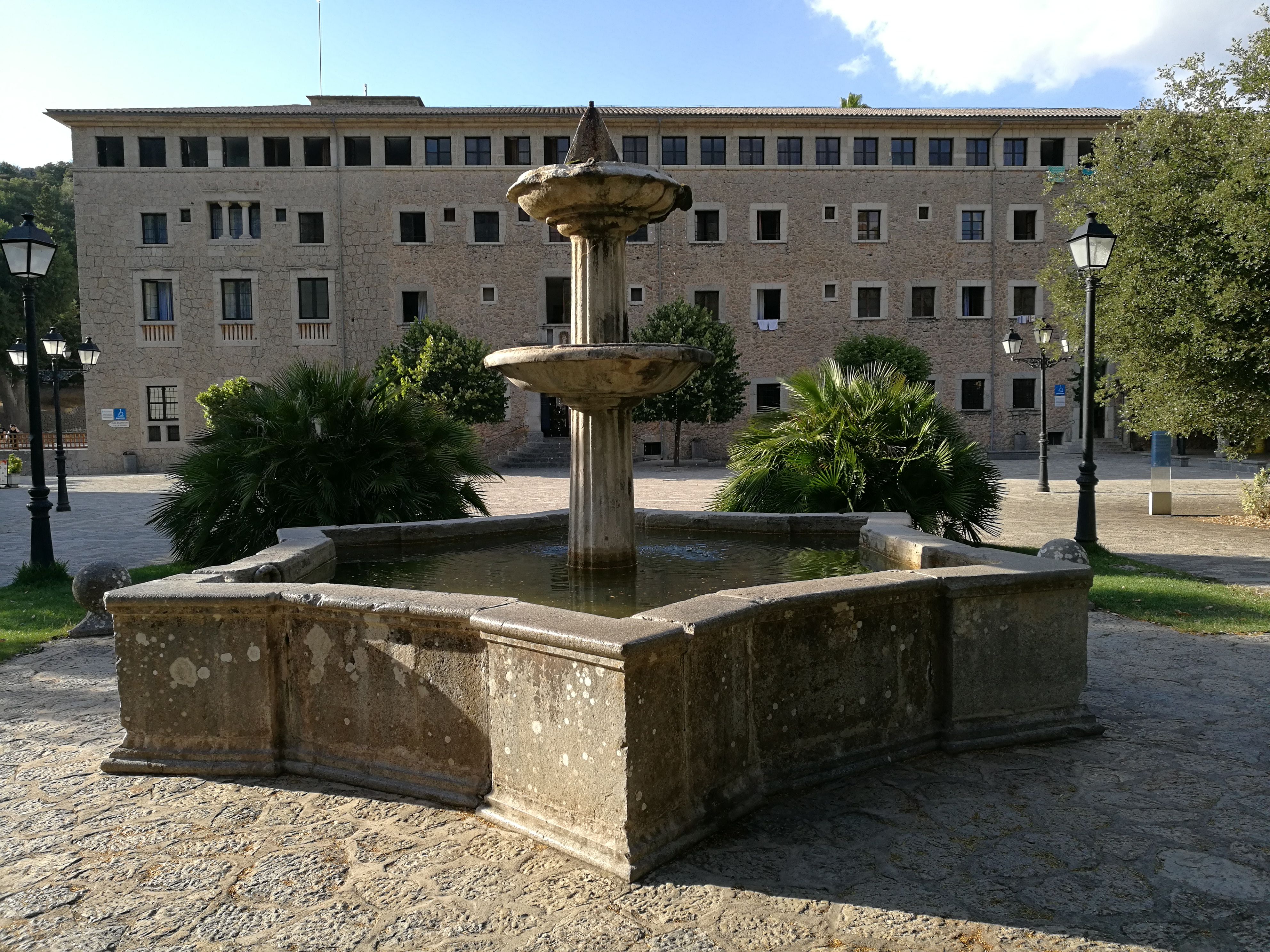
Fontaine pour les animaux de trait, Lluc.

La statue miraculeuse de la Vierge Marie, représentée par une statue soit en grès, soit, plus certainement, en roche arénisée, extraite à Santanyi, peinte de couleur noire, serait apparue miraculeusement sur place, à un inculte berger. Sur le lieu même de cette découverte, la basilique succède à la chapelle initiale, pour abriter désormais cette statue : La Moreneta, ou la Vierge noire. En 1247, la chapelle Sant Pere d'Escorca marque la trace documentaire de la remise de la statue virginale. Le testament de Jaume de Marina, daté du 31 octobre 1268, signale la présence de la statue mariale et du sanctuaire. Il représente le plus ancien document historique certain, attestant de leurs présences effectives. En 1273, le premier pèlerinage est attesté. Guillem Sa Coma, seigneur de Lluc, se plaint des troubles causés par les pèlerins.
Au XIVe siècle les chemins de pèlerinage s'organisent : du sud, en venant d'Inca puis passant par Caimari. De l'est, en venant de Pollença ; ou encore, du nord-ouest, en venant de Sóller. La Vierge de LLuc (es) (Virgen de Lluc) devient la sainte patronne de Majorque.
En 1348, la peste bubonique entraîne l'afflux des pèlerins.
En 1456, le sanctuaire se double d'une collégiale, avec la résidence permanente de prêtres, de moines ou de sœurs. En 1526, la manécanterie Els Blauets est officialisée ; la chorale se compose à l'époque de jeunes garçons, qui sont également scolarisés (Els Escolanets). Les chanteurs portent une chasuble blanche bordée de bleu ciel, caractéristique. Devenue mixte en 2006, la chorale est active sans interruption, jusqu'à nos jours. En 1578, une boutique d'alimentation s'installe sur la place des Pèlerins. Dès 1589, la célèbre fontaine en étoile, encore visible au centre de cette place, offre son eau aux animaux de trait.

#### Les Templiers et les Hospitaliers
Après la reconquête de Majorque, en 1229, le roi Jacques Ier entreprend sur place la construction d'une église, qu'il confie aux chevaliers templiers, vers 1250 (Lluc a sans doute été repris vers 1232). Jacques Ier voue un culte particulier à la Vierge Marie, qu'il a priée durant la traversée de Barcelone à Majorque afin de ne pas sombrer lors d'une tempête, selon la tradition.
En récompense de leur contribution à la reconquête, les Templiers reçoivent nombre de terres et de propriétés majorquines, lors de la répartition consécutive à la victoire. Lluc reste alors surtout une ferme, telle qu'elle était durant la présence romaine puis maure.
En 1314, avec la dévolution des biens de l'ordre du Temple, les possessions templières passent aux Hospitaliers de l'ordre de Saint-Jean de Jérusalem. Le lieu de culte est dédié à la Vierge Marie et devient un lieu de pèlerinages intenses.

### Époque moderne
En 1684, Rafel Busquets publie "Le livre de la découverte et des miracles de la prodigieuse figure de Notre Dame de Lluc", qui stimule la renommée du lieu. L'auteur est également chargé d'une enquête apostolique, visant à recenser et à interroger les témoins des miracles accomplis par la Vierge de Lluc. Clos en 1563, le concile de Trente a, en effet, lancé un vaste mouvement critique destiné à étayer la sincérité des lieux de culte mariaux, qui ont nettement augmenté ; ce mouvement débute en 1642.
En 1691, la basilique baroque actuelle, débutée en 1622 sur les plans de Jaume Blanquer, auteur du retable Corpus Christi de la cathédrale de Palma, s'achève avec sa façade. Elle est bénie le 30 septembre 1684. La statuette de la Vierge noire prend place dans un retable, en hauteur, également conçu par Maître Jaume Blanquer. Ce retable contient un plateau pivotant, rendant la statue généralement invisible au visiteur entrant dans l'église, puisqu'elle est ordinairement présentée dans une salle-chapelle située derrière l'autel. Tournant sur le plateau, lors des cérémonies religieuses, la statue se rend ainsi visible aux fidèles présents dans le chœur. Le 15 août, jour de la fête de Marie, la statue tournée vers le chœur de l'église est frappée par les rayons de la rosace, aux couleurs jaune et bleue.
Au XVIIe siècle, la place des Pèlerins est établie. Elle s'étend de bâtiments d'hébergement, encore utilisés, avec leurs porches (Els Porxets), destinés à abriter les voyageurs et nourrir les animaux servant aux transports.
En 1707, la chapelle est gratifiée du titre de chapelle royale, par le souverain Charles III.
Durant le XVIIIe siècle, sont composés des chants assez poétiques, racontant l'histoire des joies (Els Goigs) de la Vierge Marie de Lluc. Largement diffusés dans l'île, les Goigs participent à sa renommée.
En 1881, le sanctuaire est confié à l'ordre des Missionnaires du Sacré-Cœur de Jésus, ainsi qu'aux sœurs de l'ordre de Saint François (franciscaines).
Le 10 août 1884, la statue de la Vierge Marie de Lluc reçoit le couronnement canonique. Elle figure parmi les premières images virginales espagnoles à la recevoir, après la Vierge de Montserrat (qui porte également le nom de La Moreneta). Le 30 septembre de cette même année 1884, la basilique actuelle est consacrée.
En 1908, Antoni Gaudí fait son pèlerinage à Lluc, et quelques travaux.
En 1914, la nouvelle hostellerie est achevée. Le 17 juillet, la basilique est de nouveau consacrée.
Dans les années 1930, la route goudronnée, Ma-2130, est réalisée entre Inca et Lluc, désenclavant le sanctuaire.
En 1948, pour célébrer l'année mariale, la statue de La Moreneta fait le tour des villages de Majorque.
En 1954, le musée (préhistoire, histoire, archéologie, arts et traditions populaires) est inauguré.
C'est en 1956 que le jardin botanique s'ouvre aux visiteurs.
En 1962, l'église est élevée au rang de basilique mineure par le pape Jean XXIII, dans la bulle Gloria et praesidium  .
En 1984, Lluc célèbre le centenaire du couronnement de sa statue. Le 15 août 1984, le pape Jean-Paul II envoie un message pontifical au peuple majorquin, pour saluer la "présence multiséculaire" de la Vierge de Lluc.
Depuis 1984, une marche populaire réunit les randonneurs, le premier week-end de chaque mois d'août : "des Güell a Lluch a peu" (de la place, disparue, Güell, à Palma, jusqu'à Lluc, soit quarante-sept kilomètres).

## Bâtiments et distribution urbaine
Lluc se niche à environ cinq cents mètres d'altitude (475 mètres).
Le monastère de Lluc se situe sur le vaste territoire de la commune si peu peuplée d'Escorca, dont il abrite d'ailleurs la mairie (Place des Pèlerins).
Il est donc au cœur de la Serra de Tramuntana, arc montagneux de Majorque, au pied des plus hautes cimes de cette île.
Outre la basilique, il comprend des bâtiments d'hébergement (hôtellerie), de restauration, le musée, une boutique de souvenirs, une piscine, des édifices publics ou privés et un jardin botanique.
Cet ensemble est inspiré de l'organisation du Sanctuaire de Montserrat.

### La basilique

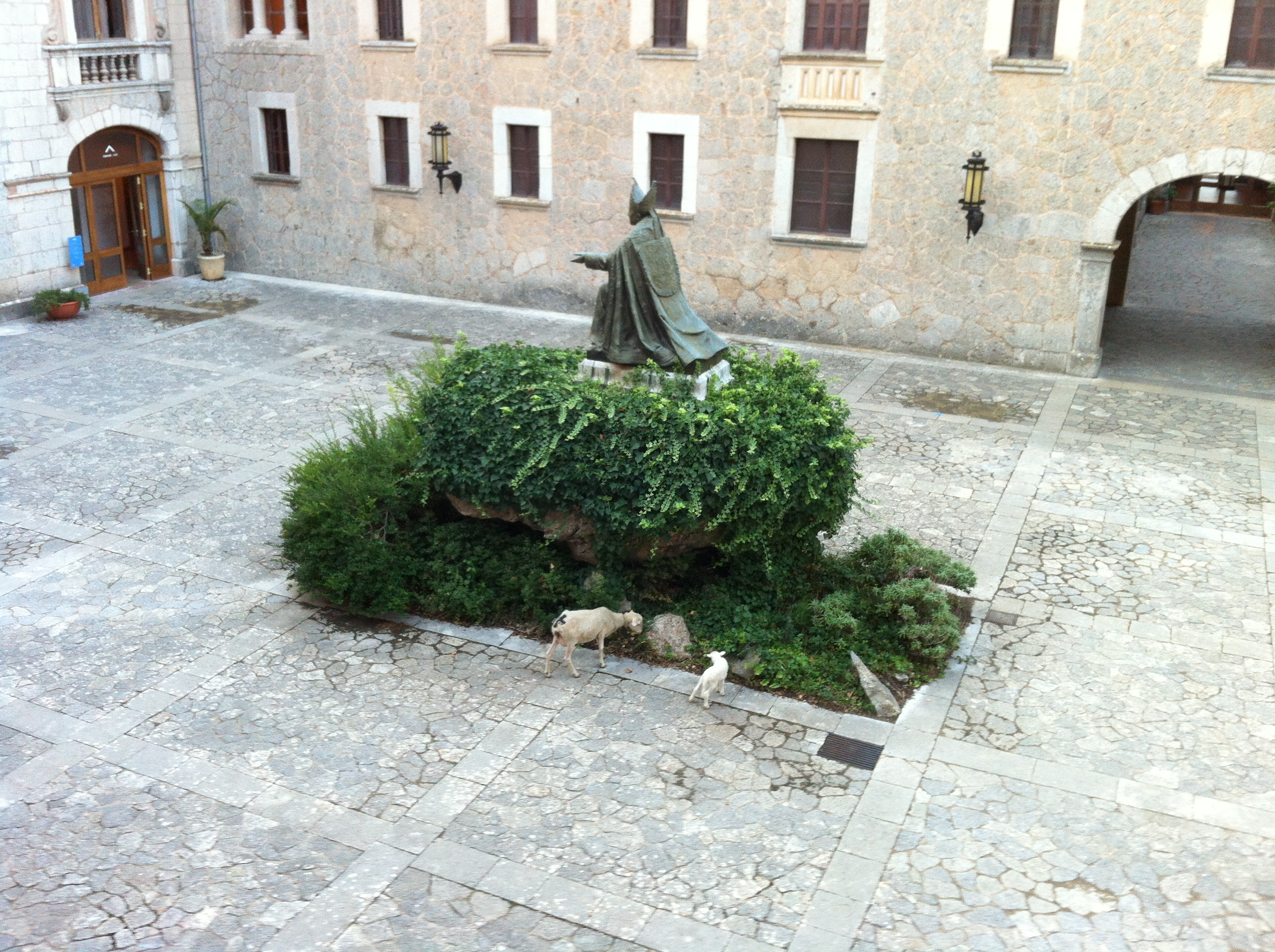
Statue devant la place de la basilique de Lluc, à Majorque.

#### L'église principale
La basilique mesure 28,28 mètres de longueur, pour 13,45 mètres de large. Elle est coiffée d'une coupole.
La sacristie adjacente date de 1724.

#### La chapelle abritant la statue de la Vierge
Derrière l'abside, se trouve donc la chapelle consacrée à la contemplation de la statue, probablement construite sur la chapelle primitive. Cette salle a été rénovée en 1963. Sept de ses murs sont parcourus des blasons de toutes les communes de Majorque, donnant à voir toute l'héraldique des villes majorquines. Cinquante-trois municipalités sont ainsi représentées, chacun ayant fait don de ses armes à l'occasion du centenaire du couronnement, entre 1983 et 1988.
Les fidèles peuvent approcher la statuette de la Moreneta, en gravissant quelques marches. Reposant sur son plateau pivotant, elle est protégée par une paroi en verre.

#### Les fonts baptismaux, hommage aux saints majorquins
Cette pièce, à gauche en entrant dans l'église, présente la vie des saints originaires de Majorque.
Outre Raymond Lulle ou Catalina Thomas, s'y trouve une présentation des sept religieux assassinés par les Républicains anarchistes espagnols, le 23 juillet 1936, dans le quartier du « Coll », à Barcelone (« Martires del Coll »),.

#### La colline des mystères
Un parcours pavé mène jusqu'au rocher surplombant le torrent, sur lequel la statue serait apparue. Des sculptures ornent le parcours, illustrant les quinze mystères du rosaire (1909-1913), auxquelles Antoni Gaudí aurait contribué (« Cami del misteris » ou « Pujol de la trobada »).
Une grande croix métallique surmonte ce rocher, visible de très loin au-dessus de la basilique. Elle marque, sans doute symboliquement, le lieu de l'apparition de la statue. Ce point culminant se trouve proche de la source du torrent de Lluc, lequel est généralement sec. Lorsque les pluies d'hiver raniment le torrent, ce dernier descend en passant par les fermes isolées du Clot d'Albarca, pour rejoindre le torrent de Gorg Blau au point désigné par l'Entreforc, formant alors le fameux torrent de Pareis.
Les eaux du Torrent de Pareis qui touchent la mer à Sa Calobra, l'un des paysages les plus réputés de Majorque proviennent ainsi, en partie, de Lluc, d'une altitude d'environ cinq cents mètres plus haut.
A l'exact opposé de cette colline, à l'entrée du sanctuaire actuel, au terme de la route, deux croix médiévales du chemin de Caimari à Lluc, d'époques différentes, se présentent aux arrivants.

### L'hôtellerie

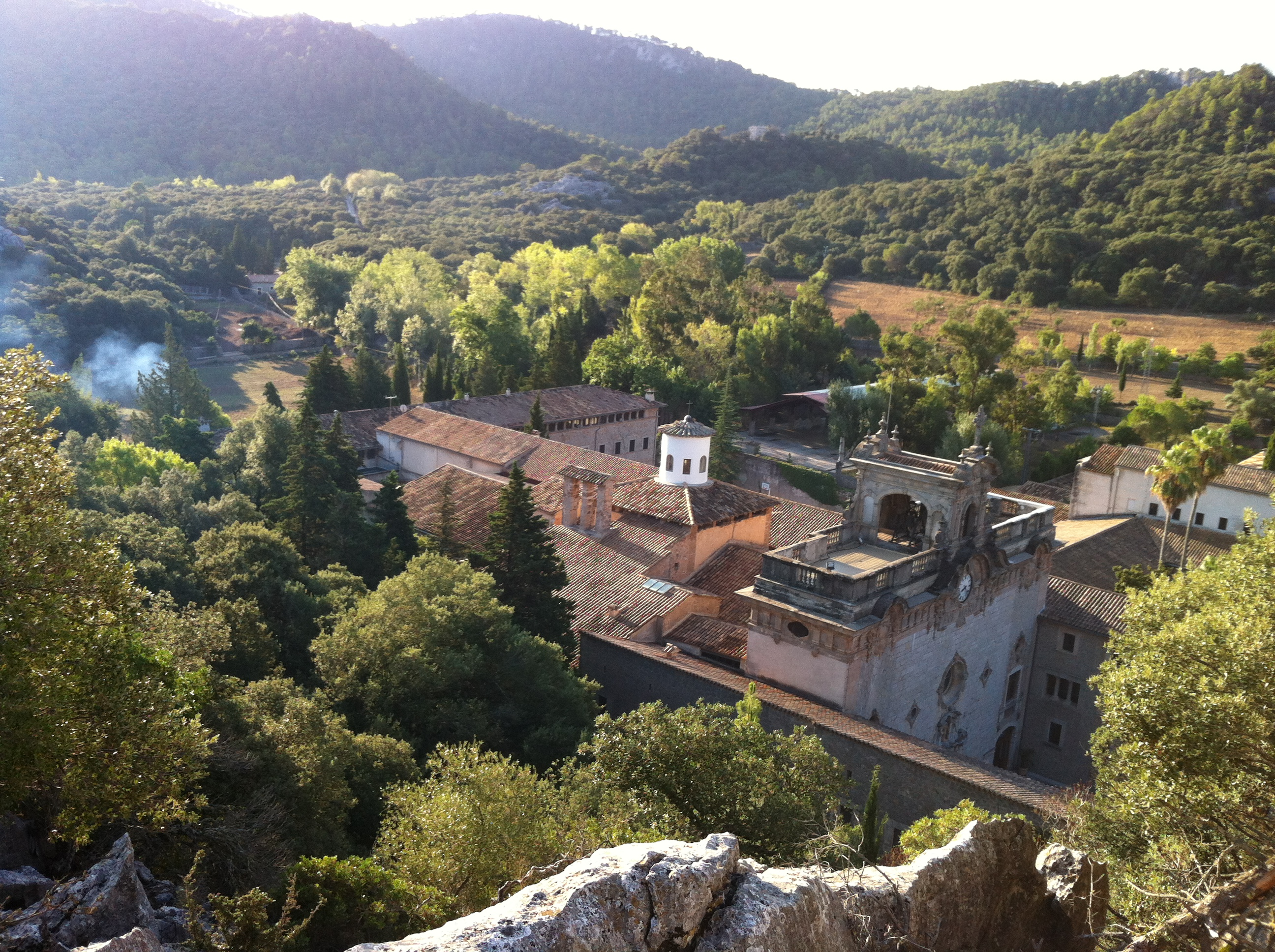
Monastère et sanctuaire de Lluc, à Majorque, vu du nord.

L'hôtellerie, très sollicitée, est néanmoins ample, avec quatre bâtiments de trois étages, situé sur la Place des pèlerins, sans compter l'hébergement d'Es Blauets, écoliers-chanteurs et musiciens, installé à part du bâtiment principal. Parfois, Lluc ressemble davantage à un refuge de grande capacité qu'à un monastère, même si un refuge du GR 221, celui de Son Amer, est tout proche. L'activité religieuse y est, d'ailleurs, assez discrète et les religieux sont peu visibles. L'activité du refuge de Son Amer semble pâtir de celle de son grand voisin.
Les porches (Els Porxets, en dialecte majorquin) forment un ensemble d'architecture rurale typique. Ils abritent les appartements pour visiteurs nombreux (de 4 à 6 personnes). Les hôtes seuls ou en couples sont logés dans le bâtiment adjacent à l'église. Ceux qui optent pour une cuisine sont hébergés dans le bâtiment principal.
La restauration, avec quatre établissements, demeure simple et sommaire, de même que l'approvisionnement en nourriture et en boissons.
À l'extérieur, la fontaine Font Cuberta alimente le site d'une eau réputée pour sa qualité. Un terrain de foot et une piscine sont également disposés, ainsi qu'un petit jardin botanique, ouvert aux visiteurs.
En 1984, pour le centenaire du couronnement, un bâtiment moderne, de style hangar, a été construit à l'écart, derrière les Porches, pour les célébrations massives.

### Le musée du monastère de Lluc
Il occupe deux étages du bâtiment principal ; son entrée est proche de celle de la basilique.
Fondé en 1952 pour accueillir des traces archéologiques découvertes autour du lieu saint, en particulier, celles de la Cometa dels Morts, il s'est étendu en 1971 aux arts populaires majorquins (mobilier, céramique, bijoux), puis, à partir de 1984, à la peinture ainsi qu'à la sculpture contemporaines. L'œuvre du peintre Josep Coll i Bardolet y est fort présente, depuis 1989.
Il réunit huit salles autour de ces différents thèmes.

### Les chemins de pèlerinage
Venant d'Inca, la route Ma-2130 permet d'accéder à Lluc. Elle rejoint la Ma-10 au col de sa Batalla (576 mètres d'altitude), laquelle relie Pollença à Sóller, sur l'axe centre-ouest/est de la Serra de Tramuntana.
Ce "col de la bataille" n'est pas celui, historique, qui se trouve sur la commune de Calvià, où le 12 septembre 1229, les troupes croisées de Jacques Ier "le Conquérant" affrontent les maures almohades, dans une bataille décisive, qui ouvre aux catalo-aragonais le siège de Palma.
Pour les piétons ou pour les randonneurs, un chemin jalonné de sept croix représentant les joies ("gozos" ou "goigs", en majorquin) de la Vierge Marie s'étend de Lluc jusqu'à la bourgade de Caimari, sur la route menant à Inca. Elles invitent le pèlerin à la méditation, durant une montée difficile. Au passage du "Salt de la bella dona", une jolie amoureuse éconduite aurait fait un dernier saut, fatal ou non selon la version de l'histoire. Pas moins d'une petite centaine de miracles est attribué à la Vierge de LLuc (es).
Un vaste parking extérieur moderne et onéreux, accueille visiteurs et pèlerins : la Place des Pèlerins ne s'emprunte plus qu'à pieds. Aucun autre stationnement n'est autorisé ni possible sur place.
Entre le parking et la fontaine Font Cuberta se trouve un camping, l'un des rares et le plus grand de Majorque.

## Pratiques et traditions

### Religion et identité

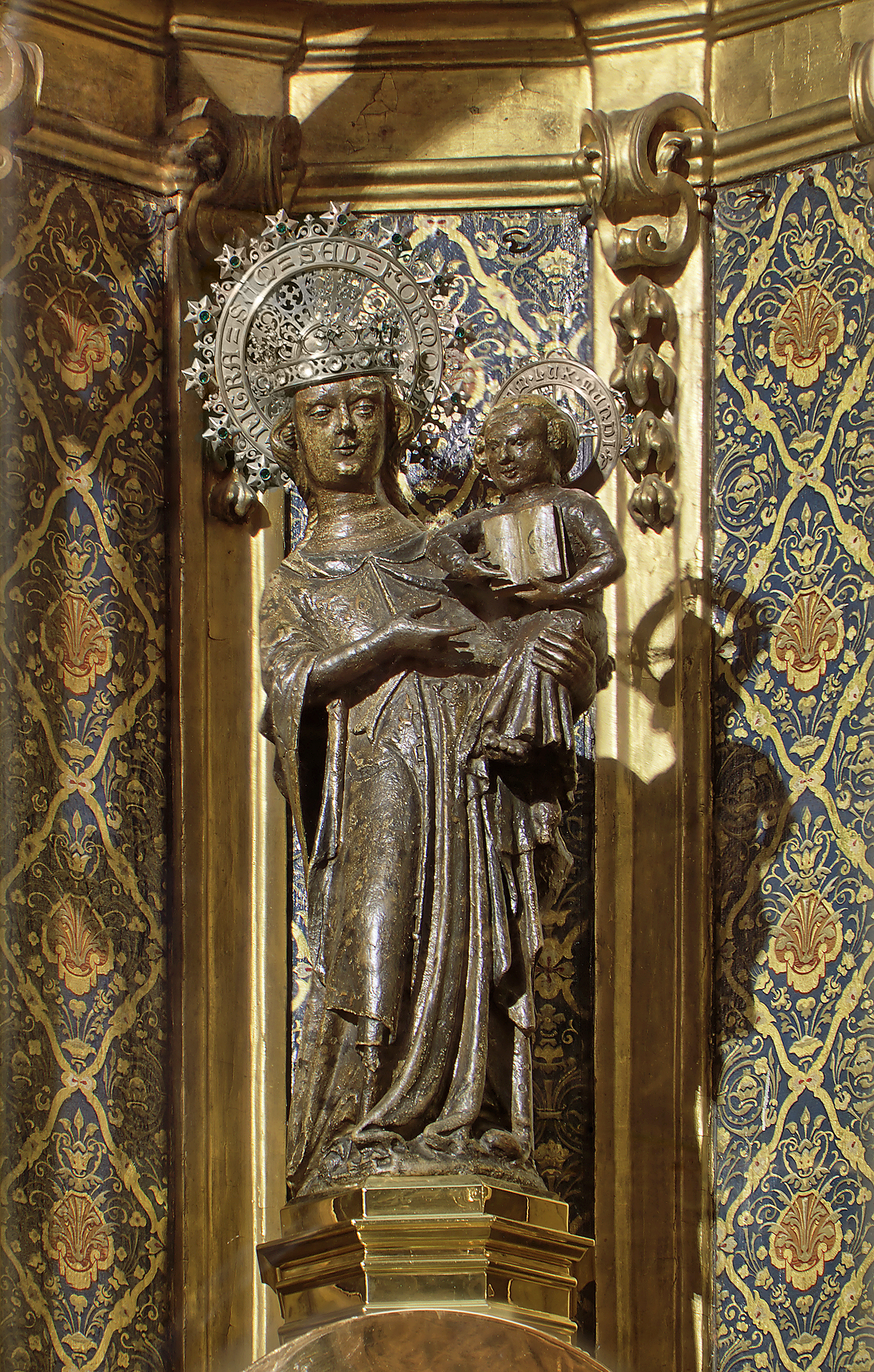
Statue de la Vierge noire, la Moreneta, du sanctuaire de Lluc, à Majorque, dans les îles Baléares.

La Vierge de Lluc (ou Mare de Déu de Lluc) mesure 61 centimètres de haut. Elle tient son fils, Jésus Christ dans son bras gauche et le désigne de la main droite. Jésus tient une bible dans les bras et la montre de la main droite. La statue est couronnée.
La tradition de sa découverte prête au berger une origine arabe (la statue apparaît juste après la période d'occupation almohades de l'île) et une foi antérieure musulmane. Les anciens almohades sont alors nombreux. Le jeune berger, nommé Lucas dans la tradition, aurait été guidé par un rayon de lumière (lux en latin, luz, en castillan) et par des mélodies. Un moine cistércien de Palma aurait reçu du berger la confidence de la découverte de la statue. Ils la transportent tous deux à la chapelle voisine Saint Pierre d'Escorca ; par trois fois, la statue revient sur la berge du torrent de Lluc, désignant le lieu où s'établira bientôt le sanctuaire, puis le monastère.
Les deux tableaux présents dans la salle d'exposition permanente de la statuette relatent cette découverte, en adoptant la version dans laquelle le moine aurait été conduit sur place par le jeune berger. Pour ces peintures, ce dernier est représenté à la peau blanche.
La découverte par une personne modeste, un berger, de culture non chrétienne (arabe), souligne le message religieux, autant que culturel, de concorde, de paix, voire d'intégration, porté par la légende comme par la tradition chrétienne.
Selon l'explication traditionnelle, la couleur noire de la Vierge Marie viendrait souligner que celle-ci porte les péchés de l'Humanité.
La présence de la statuette serait antérieure à l'occupation arabe. Elle aurait alors été cachée en vue de pratiques catholiques dissimulées. Les analyses réalisées attribuent sa sculpture en Espagne, à la fin du XIVe siècle. Elle a été peinte au XVe siècle. Au fil des controverses, il est avancé que la statue actuelle pourrait avoir remplacé celle d'origine, qui pourrait avoir disparu avec la chapelle primitive. La statue actuelle a bénéficié d'une restauration partielle, en 1884, qui a également apporté des modifications notables. La bible tenue par l'enfant Jésus provient de cette restauration récente, ainsi que son bras droit désignant celle-ci.
Traditionnellement, l'évêque de Majorque célèbre la première messe de l'année et la première eucharistie à Lluc.
L'emplacement pastoral et montagnard de Lluc, encore de nos jours entouré de chemins et de fermes isolés, de troupeaux de moutons ou de chèvres, de paysages pierreux karstiques aux formes animales parfois étonnantes, n'est sans doute pas étranger à son succès. Par son Histoire, le peuple majorquin reste profondément marqué par les valeurs représentées par un tel endroit. Le sentiment d'isolement quasi insulaire qui touche Lluc, palpable en dehors de heures de visites touristiques, à la belle saison, ou l'hiver, parle aux habitants de Majorque. Enfin, l'emplacement de Lluc rendait ce lieu toujours inaccessible aux pirates barbaresques armés par la Régence d'Alger, lesquels ont sauvagement éprouvé les côtes majorquines et brutalisé les habitants tout au long de leur histoire, avant que la conquête de l'Algérie y mette un terme définitif en 1830. Les montagnes, de tous côtés, sont les murailles de Lluc.
Rustique, isolé, protégé : tel est le Lluc qui fait écho à l'identité majorquine.
La fête liturgique de Lluc a lieu chaque 12 septembre, qui est aussi une date historique proche de celle de la reconquête catalano-aragonaise de Majorque, le 10 septembre, à Santa Ponça. Le 10 août reste la date anniversaire du couronnement pontifical. Le 15 août, celle de la fête de la Vierge Marie et de son assomption.
L'écu, le symbole héraldique du monastère, présente une équerre, la pointe vers le haut. Il pourrait rappeler la présence originelle des Templiers. L'équerre figurait aussi dans les armes du chevalier Tomas Tomas, admirateur du lieu.
Les collections du musée de Lluc (sept salles) ont initialement débuté en 1952 avec les objets préhistoriques trouvés dans la grotte toute proche -moins d'un kilomètre- de la Cometa dels Morts. Elles sont complétées d'objets religieux, de peintures et de mobiliers majorquins, y compris de céramiques.
Lieu de prières, le sanctuaire s'avère aussi lieu de remerciements. Les exvotos de Lluc, notamment peints, mentionnés en 1642 et recensés par les historiens, ont tous disparus. Le plus ancien conservé remonte à 1776.

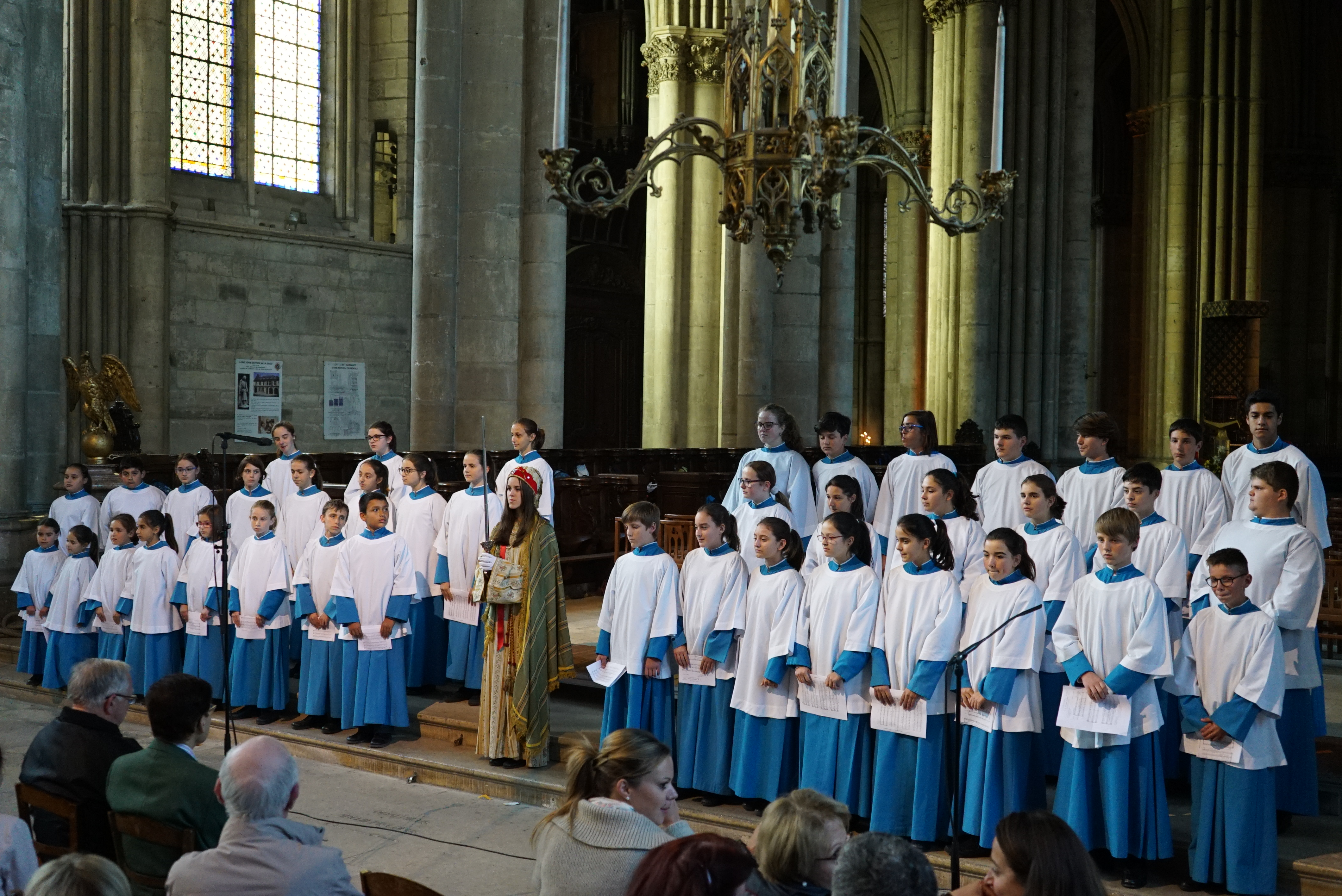
Chant de la Sybille par le chœur des Bleuets de Lluc.

Dans la pièce où elle est exposée ordinairement (camarìn), la statue est entourée de douze anges, nombre des apôtres. La chorale d'origine Es Blauets comprenait six écoliers-chanteurs.
La nuit de Noël, le chœur Es Blauets chante le traditionnel chant de la Sibylle (cant de la Sibil.la) qui est classé depuis 2010 comme patrimoine immatériel de l'Humanité. Cette manécanterie reste la plus ancienne de Majorque et figurerait parmi les plus anciennes du monde. Elle fonctionne sans interruption, depuis sa création. La chorale est donc mixte, depuis 2006. L'association Antics Blauets rassemble tous les anciens collégiens de Lluc.

### Pèlerinages et randonnées

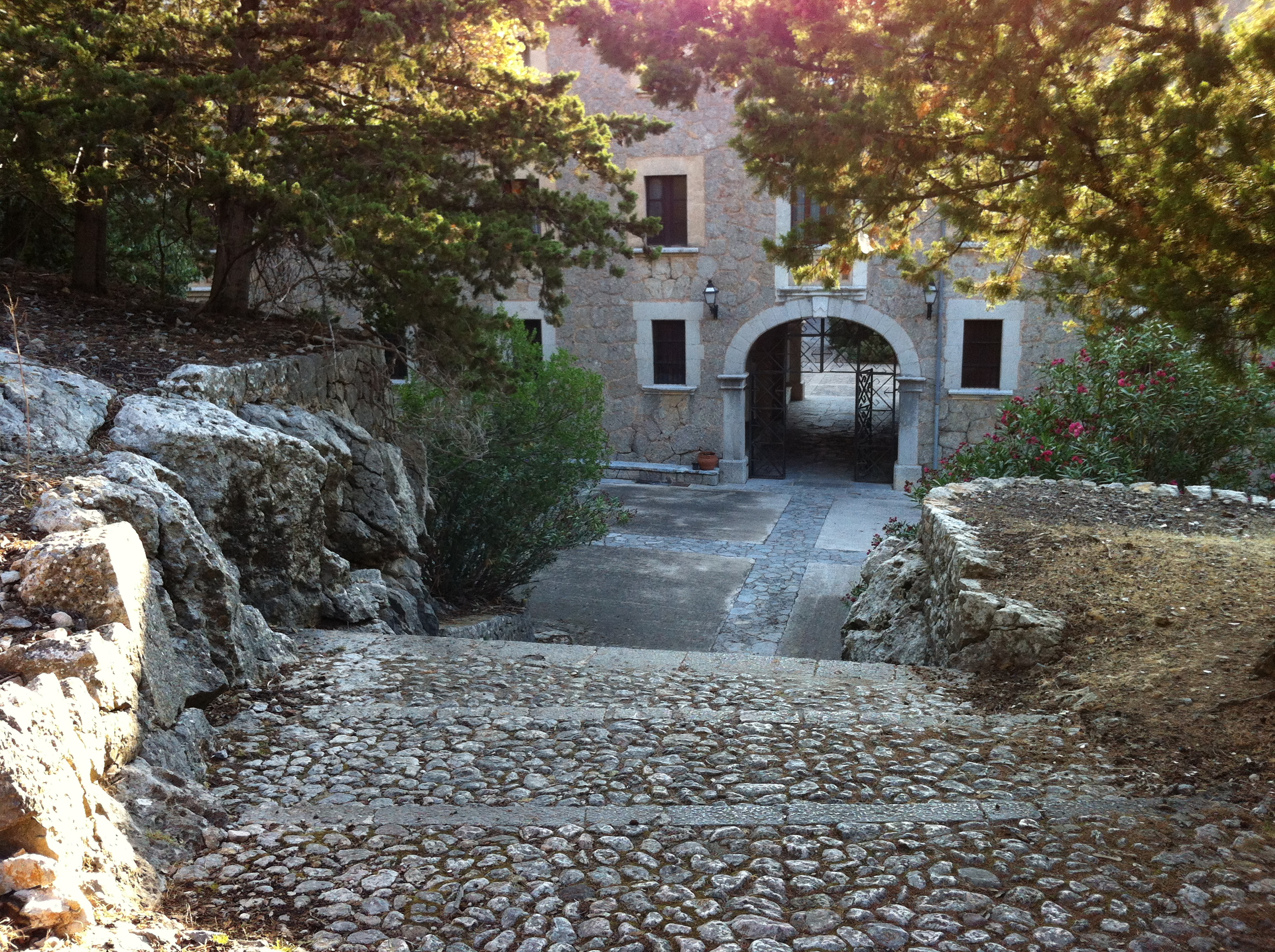
Terme du chemin du Pujol des Misteris, vers la place de la basilique du monastère et du sanctuaire de Lluc, à Majorque.

Fort suivie, la Marcha de Guëll a Lluc a peu rassemble des milliers de personnes chaque année (l'estimation de la presse et des organisateurs est de 40 000), autour d'une fête particulièrement populaire.
Lluc est le point de départ de nombreuses randonnées emblématiques de Majorque, puisque les GR 221 et GR 222 s'y croisent. L'un, le GR 221, ou Ruta de pedra en sec, Route de pierre sèche traverse la Serra de Tramuntana, de Port d'Andratx à Port de Pollença. L'autre relie Artà à Lluc. Sa branche de Lluc à Caimari est la plus active, étant le site de l'ancien chemin de pèlerinage venant de la plaine, notamment de Palma, la capitale de l'île de Majorque.
Avec le GR 221, abouti et actif, Lluc croise l'axe allant de Sóller à Pollença.
Les sommets du Puig de massanella (1365 mètres) ou du Puig Tomir (1104 mètres) sont ainsi accessibles en partant de Lluc, de même que la boucle autour du Puig Roig (le dimanche, seulement), qui longe la côte Nord à l'est du Torrent de Pareis. Ce dernier est d'ailleurs aisément accessible de Lluc, Escorca étant distant de moins de trois kilomètres. La difficile randonnée cheminant dans le Torrent de Pareis peut débuter de Lluc pour s'achever à Sa Calobra ; elle est plus facile et moins dangereuse en été, lorsque le lit du torrent est sec.
Le point culminant du GR 221 (la Route de pierre sèche), le col de la casa de neu, passe à quelques kilomètres seulement de Lluc, en direction de Sóller.
Les hivers à Lluc sont rudes ; l'endroit est réputé pour être l'un des rares de Majorque où la neige se rencontre facilement lors de cette saison. En conséquence, les températures hivernales peuvent y être fort basses, tandis que les côtes majorquines restent douces. La neige coupe parfois la route Ma-2130, comme en février 2015 et en février 2023 isolant Lluc du reste de l'île.
Pour ceux qui voient les OVNIs comme abondants à Majorque, Lluc serait leur lieu de prédilection. Pour autant, les ovins y semblent plus répandus que les ovnis.
Le nombre de visiteurs annuels à Lluc est estimé à un million, pour une île qui en reçoit environ six millions annuellement.

### La Vierge de Lluc, ailleurs
Un quartier et une paroisse correspondante de Palma portent le nom de Virgen de Lluc. Une rue de Madrid s'appelle Calle de la Virgen de Lluc.
La statue de la Vierge de Candelaria aurait été apportée à Tenerife par des moines majorquins.
Il existe une autre Vierge de Lluc, près de Valence